# Il momento più bello
Il momento più bello é um filme italiano de 1957, do gênero drama, dirigido por Luciano Emmer.

## Sinopse
Pietro Valeri é um jovem médico que tem um relacionamento amoroso com a jovem dasocuermeira Luisa Morelli. O seu trabalho no hospital consiste em preparar as futuras mães para um parto sem dor a  partir de um técnica inovadora baseada no controlo da respiração das gravidas. A Luísa descobre que está gravida e Pietro em início de carreira não pode aceitar o compromisso. Luísa abandona o hospital e é recolhida pela sua amiga Margherita Rosati, parteira que acaba de abrir um consultório, onde também ensina a técnica do parto sem dor. Mas Pietro não desiste da Luisa, nem do seu trabalho, ambos com momentos de desilusão e sucesso. O filme acaba com o nascimento do filho de Pietro e Luisa, finalmente juntos.

## Elenco
- Marcello Mastroianni.... Pietro Valeri
- Giovanna Ralli.... Luisa Morelli
- Marisa Merlini.... Margherita Rosati
- Bice Valori.... Carla
- Memmo Carotenuto.... bilheteiro
- Ernesto Calindri.... diretor da clínica
- Riccardo Garrone.... Dr. Benvenuti
- Emilio Cigoli.... Morelli
- Giuliano Montaldo.... Don Grazini
- Sergio Bergonzelli.... Mister Mancini
- Vittorio André.... Prof. Grimaldi
- Clara Bindi.... Matilde Fontana